# Dan Beery
Daniel "Dan" Beery (ur. 4 stycznia 1975) – amerykański wioślarz. Złoty medalista olimpijski z Aten.
Zawody w 2004 były jego jedynymi igrzyskami olimpijskimi. Złoty medal zdobył w ósemce. Był w niej również mistrzem świata w 2005. W czwórce ze sternikiem był mistrzem świata w 2007, w dwójce ze sternikiem w 2002 zdobył srebro, a w 2003 złoto światowego czempionatu.